# Ralph Richardson
Sir Ralph David Richardson (n. 19 decembrie 1902, Cheltenham, Anglia, Regatul Unit al Marii Britanii și Irlandei – d. 10 octombrie 1983, Londra, Anglia, Regatul Unit) a fost un actor englez de teatru, radio, film și televiziune. Împreună cu John Gielgud și Laurence Olivier, Richardson a dominat teatrul britanic pentru o mare parte a secolului al XX-lea. A primit numeroase premii, ca de exemplu Premiul BAFTA pentru cel mai bun actor, Premiul Cannes pentru cel mai bun actor, Premiul criticilor de film din New York pentru cel mai bun actor sau Premiul Consiliului Național al Criticilor pentru cel mai bun actor.

## Roluri de teatru

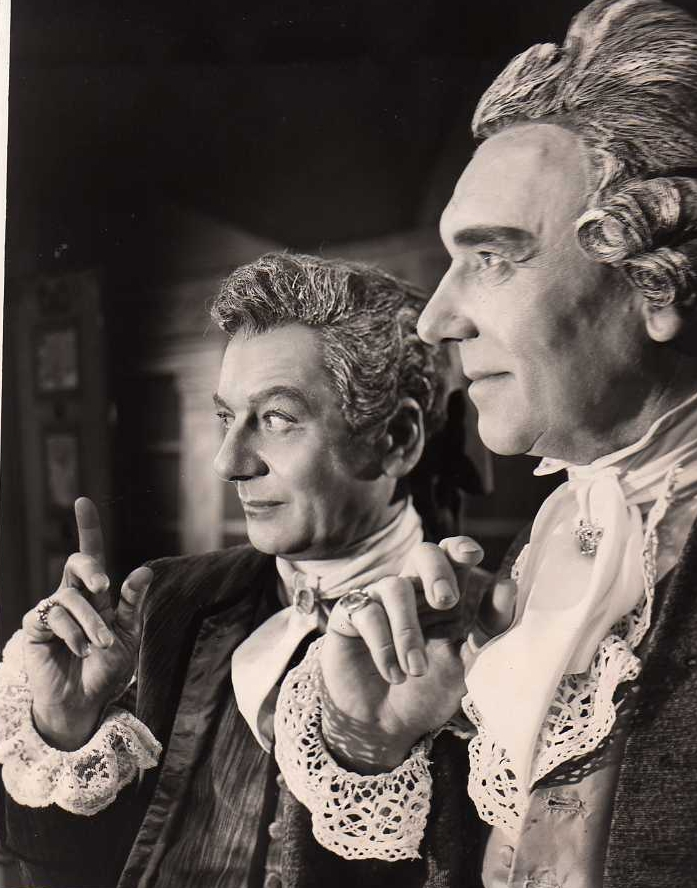
Richardson (dreapta), cu John Gielgud în piesa din 1963 de pe Broadway The School for Scandal

| Piesă de teatru                       | Premiera | Rol                             | Teatru (Londra, dacă nu e indicat altceva)                       |
| ------------------------------------- | -------- | ------------------------------- | ---------------------------------------------------------------- |
| The Bishop's Candlesticks             | 1920     | Gendarme                        | St Nicholas Hall, Brighton                                       |
| The Farmer's Romance                  | 1921     | Cuthbert                        | St Nicholas Hall, Brighton                                       |
| Macbeth                               | 1921     | Macduff and Banquo              | St Nicholas Hall, Brighton                                       |
| The Moon Children                     | 1921     | Father                          | St Nicholas Hall, Brighton                                       |
| The Taming of the Shrew               | 1921     | Tranio                          | St Nicholas Hall, Brighton                                       |
| Twelfth Night                         | 1921     | Malvolio                        | St Nicholas Hall, Brighton                                       |
| Oliver Twist                          | 1921     | Mr Bumble and Bill Sikes        | St Nicholas Hall, Brighton                                       |
| The Merchant of Venice                | 1921     | Lorenzo                         | Marina Theatre, Lowestoft și în turneu                           |
| Hamlet                                | 1921     | Bernardo and Guildenstern       | în turneu                                                        |
| The Taming of the Shrew               | 1921     | Pedant                          | în turneu                                                        |
| Iulius Cezar                          | 1921     | Soothsayer și Strato            | în turneu                                                        |
| As You Like It                        | 1921     | Oliver                          | în turneu                                                        |
| Henry V                               | 1921     | Scroop and Gower                | în turneu                                                        |
| Macbeth                               | 1921     | Angus and Macduff               | în turneu                                                        |
| The Tempest                           | 1921     | Francisco                       | în turneu                                                        |
| A Midsummer Night's Dream             | 1921     | Lysander                        | în turneu                                                        |
| Twelfth Night                         | 1921     | Curio and Valentine             | în turneu                                                        |
| Macbeth                               | 1922     | Banquo                          | în turneu                                                        |
| A Midsummer Night's Dream             | 1922     | Lysander                        | în turneu                                                        |
| Hamlet                                | 1922     | Horatio                         | în turneu                                                        |
| Iulius Cezar                          | 1922     | Decius Brutus și Octavius       | în turneu                                                        |
| Twelfth Night                         | 1922     | Fabian                          | în turneu                                                        |
| The Taming of the Shrew               | 1922     | Vincentio                       | în turneu                                                        |
| The Taming of the Shrew               | 1922     | Lucentio                        | în turneu                                                        |
| Othello                               | 1923     | Cassio                          | în turneu                                                        |
| The Merchant of Venice                | 1923     | Antonio and Gratiano            | în turneu                                                        |
| Iulius Cezar                          | 1923     | Antony                          | în turneu                                                        |
| The Rivals                            | 1923     | Sir Lucius O'Trigger            | Abbey Theatre, Dublin                                            |
| The Romantic Age                      | 1923     | Bobby                           | Abbey Theatre, Dublin                                            |
| Outward Bound                         | 1924     | Henry                           | în turneu                                                        |
| The Way of the World                  | 1924     | Fainall                         | în turneu                                                        |
| The Farmer's Wife                     | 1925     | Richard Coaker                  | în turneu                                                        |
| The Christmas Party                   | 1926     | Dick Whittington                | Birmingham Repertory Theatre                                     |
| The Cassilis Engagement               | 1926     | Geoffrey Cassilis               | Birmingham Repertory Theatre                                     |
| The Round Table                       | 1926     | Christopher Pegram              | Birmingham Repertory Theatre                                     |
| The Importance of Being Earnest       | 1926     | Lane                            | Birmingham Repertory Theatre                                     |
| He Who Gets Slapped                   | 1926     | Gentleman                       | Birmingham Repertory Theatre                                     |
| Devonshire Cream                      | 1926     | Robert Blanchard                | Birmingham Repertory Theatre                                     |
| Hobson's Choice                       | 1926     | Albert Prossor                  | Birmingham Repertory Theatre                                     |
| The Land of Promise                   | 1926     | Frank Taylor                    | Birmingham Repertory Theatre                                     |
| The Barber and the Cow                | 1926     | Dr Bevan                        | Birmingham Repertory Theatre                                     |
| Dear Brutus                           | 1926     | Dearth                          | Birmingham Repertory Theatre                                     |
| Oedipus at Colonus                    | 1926     | The Stranger                    | Scala                                                            |
| Yellow Sands                          | 1926     | Arthur Varwell                  | Haymarket                                                        |
| Back to Methuselah                    | 1928     | Zazim and Pygmalion             | Court                                                            |
| Harold                                | 1928     | Gurth                           | Court                                                            |
| The Taming of the Shrew               | 1928     | Tranio                          | Court                                                            |
| Prejudice                             | 1928     | Hezekiah Brent                  | Arts                                                             |
| Aren't Women Wonderful?               | 1928     | Ben Hawley                      | Court                                                            |
| The Runaways                          | 1928     | James Jago                      | Garrick                                                          |
| The New Sin                           | 1928     | David                           | Little Theatre, Epsom                                            |
| Monsieur Beaucaire                    | 1928     | Duke of Winterset               | în turneu în Africa de Sud                                       |
| The School for Scandal                | 1929     | Joseph Surface                  | în turneu în Africa de Sud                                       |
| David Garrick                         | 1929     | Squire Chivy                    | în turneu în Africa de Sud                                       |
| Silver Wings                          | 1930     | Gilbert Nash                    | Dominion și în turneu                                            |
| Othello                               | 1930     | Roderigo                        | Savoy                                                            |
| Henry IV, Part 1                      | 1930     | Prince Hal                      | The Old Vic                                                      |
| The Jealous Wife                      | 1930     | Sir Harry Beagle                | The Old Vic                                                      |
| The Tempest                           | 1930     | Caliban                         | The Old Vic                                                      |
| Richard II                            | 1930     | Bolingbroke                     | The Old Vic                                                      |
| Antony and Cleopatra                  | 1930     | Enobarbus                       | The Old Vic                                                      |
| Twelfth Night                         | 1931     | Sir Toby Belch                  | Sadler's Wells                                                   |
| Arms and the Man                      | 1931     | Bluntschli                      | The Old Vic și Sadler's Wells                                    |
| Much Ado About Nothing                | 1931     | Don Pedro                       | The Old Vic și Sadler's Wells                                    |
| King Lear                             | 1931     | Kent                            | The Old Vic și Sadler's Wells                                    |
| A Woman Killed with Kindness          | 1931     | Nicholas                        | Festival Theatre, Malvern                                        |
| She Would if She Could                | 1931     | Courtall                        | Festival Theatre, Malvern                                        |
| The Switchback                        | 1931     | Viscount Pascal                 | Festival Theatre, Malvern                                        |
| King John                             | 1931     | Faulconbridge                   | The Old Vic                                                      |
| The Taming of the Shrew               | 1931     | Petruchio                       | The Old Vic                                                      |
| A Midsummer Night's Dream             | 1931     | Bottom                          | The Old Vic                                                      |
| Henry V                               | 1931     | Henry V                         | The Old Vic                                                      |
| The Knight of the Burning Pestle      | 1931     | Ralph                           | The Old Vic                                                      |
| Iulius Cezar                          | 1931     | Brutus                          | The Old Vic                                                      |
| Abraham Lincoln                       | 1931     | General Grant                   | The Old Vic                                                      |
| Othello                               | 1931     | Iago                            | The Old Vic                                                      |
| Hamlet                                | 1931     | The Ghost and First Gravedigger | The Old Vic                                                      |
| Ralph Roister Doister                 | 1932     | Matthew Merrygreek              | Festival Theatre, Malvern                                        |
| The Alchemist                         | 1932     | Face                            | Festival Theatre, Malvern                                        |
| Oroonoko                              | 1932     | Oroonoko                        | Festival Theatre, Malvern                                        |
| Too True to Be Good                   | 1932     | Sergeant Fielding               | Festival Theatre, Malvern                                        |
| Too True to Be Good                   | 1932     | Sergeant Fielding               | New                                                              |
| For Services Rendered                 | 1932     | Collie Stratton                 | Globe                                                            |
| Head-on Crash                         | 1933     | Dirk Barclay                    | Queen's Theatre                                                  |
| Wild Decembers                        | 1933     | Arthur Bell Nicholls            | Apollo                                                           |
| Sheppey                               | 1933     | Sheppey                         | Wyndham's                                                        |
| Peter Pan                             | 1933     | Mr Darling and Captain Hook     | Palladium                                                        |
| Marriage is No Joke                   | 1934     | John MacGregor                  | Globe                                                            |
| Eden End                              | 1934     | Charles Appleby                 | Duchess                                                          |
| Cornelius                             | 1935     | Cornelius                       | Duchess                                                          |
| Romeo și Julieta                      | 1935     | Mercutio and Chorus             | Martin Beck Theatre, New York și în turneu prin SUA              |
| Promise                               | 1936     | Emile Delbar                    | Shaftesbury                                                      |
| Bees on the Boat Deck                 | 1936     | Sam Gridley                     | Lyric                                                            |
| The Amazing Dr Clitterhouse           | 1936     | Dr Clitterhouse                 | Haymarket                                                        |
| The Silent Knight                     | 1937     | Peter Agardi                    | St James's                                                       |
| A Midsummer Night's Dream             | 1937     | Bottom                          | The Old Vic                                                      |
| Othello                               | 1938     | Othello                         | The Old Vic                                                      |
| Johnson Over Jordan                   | 1939     | Robert Johnson                  | New                                                              |
| Peer Gynt                             | 1944     | Peer                            | New și în turneu în Germania și Franța                           |
| Arms and the Man                      | 1944     | Bluntschli                      | New și în turneu în Germania și Franța                           |
| Richard III                           | 1944     | Richmond                        | New și în turneu în Germania și Franța                           |
| Uncle Vanya                           | 1944     | Uncle Vanya                     | New                                                              |
| Henry IV, Part 1                      | 1945     | Sir John Falstaff               | New și Century, New York                                         |
| Henry IV, Part 2                      | 1945     | Sir John Falstaff               | New și Century, New York                                         |
| Oedipus Rex                           | 1945     | Tiresias                        | New și Century, New York                                         |
| The Critic                            | 1945     | Lord Burleigh                   | New și Century, New York                                         |
| An Inspector Calls                    | 1946-47  | Inspector Goole                 | New                                                              |
| Cyrano de Bergerac                    | 1946-47  | Cyrano                          | New                                                              |
| The Alchemist                         | 1946-47  | Face                            | New                                                              |
| Richard II                            | 1946-47  | John of Gaunt                   | New                                                              |
| Royal Circle                          | 1948     | Marcus                          | Wyndham's                                                        |
| The Heiress                           | 1949     | Dr Sloper                       | Haymarket                                                        |
| Home at Seven                         | 1950     | David Preston                   | Wyndham's                                                        |
| Trei surori                           | 1951     | Vershinin                       | Aldwych                                                          |
| The Tempest                           | 1952     | Prospero                        | Shakespeare Memorial Theatre, Stratford-on-Avon                  |
| Macbeth                               | 1952     | Macbeth                         | Shakespeare Memorial Theatre, Stratford-on-Avon                  |
| Volpone                               | 1952     | Volpone                         | Shakespeare Memorial Theatre, Stratford-on-Avon                  |
| The White Carnation                   | 1953     | John Greenwood                  | Globe                                                            |
| A Day by the Sea                      | 1953     | Dr Farley                       | Haymarket                                                        |
| Separate Tables                       | 1955     | Mr Martin and Major Pollock     | turneu în Australasia                                            |
| The Sleeping Prince                   | 1955     | Grand Duke                      | turneu în Australasia                                            |
| Timon of Athens                       | 1956     | Timon                           | The Old Vic                                                      |
| The Waltz of the Toreadors            | 1957     | General St Pé                   | Coronet, New York                                                |
| Flowering Cherry                      | 1957     | Cherry                          | Haymarket și în turneu prin Regatul Unit                         |
| The Complaisant Lover                 | 1959     | Victor Rhodes                   | Globe                                                            |
| The Last Joke                         | 1960     | Edward Portal                   | Phoenix                                                          |
| The School for Scandal                | 1962–63  | Sir Peter Teazle                | Haymarket, Majestic, New York și în turneu prin SUA              |
| Six Characters in Search of an Author | 1963     | Father                          | May Fair                                                         |
| The Merchant of Venice                | 1964     | Shylock                         | Theatre Royal, Brighton și în turneu în America de Sud și Europa |
| A Midsummer Night's Dream             | 1964     | Bottom                          | Theatre Royal, Brighton și în turneu în America de Sud și Europa |
| Carving a Statue                      | 1964     | Father                          | Haymarket                                                        |
| You Never Can Tell                    | 1966     | Waiter                          | Haymarket                                                        |
| The Rivals                            | 1966     | Sir Anthony Absolute            | Haymarket                                                        |
| The Merchant of Venice                | 1967     | Shylock                         | Haymarket                                                        |
| What the Butler Saw                   | 1969     | Dr Rance                        | Queen's Theatre                                                  |
| Home                                  | 1970     | Jack                            | Royal Court și Morosco, New York                                 |
| West of Suez                          | 1971     | Wyatt Gilman                    | Royal Court și Cambridge Theatre                                 |
| Lloyd George Knew My Father           | 1972     | General Boothroyd               | Savoy și în turneu în Australia și America de Nord               |
| John Gabriel Borkman                  | 1975     | Borkman                         | The Old Vic                                                      |
| No Man's Land                         | 1975     | Hirst                           | The Old Vic și Longacre, New York                                |
| The Kingfisher                        | 1977     | Cecil                           | Lyric                                                            |
| The Cherry Orchard                    | 1978     | Firs                            | National                                                         |
| Alice's Boys                          | 1978     | Colonel White                   | Savoy                                                            |
| The Double Dealer                     | 1978     | Lord Touchwood                  | National                                                         |
| The Fruits of Enlightenment           | 1979     | The Master                      | National                                                         |
| The Wild Duck                         | 1979     | Old Ekdal                       | National                                                         |
| Early Days                            | 1980     | Kitchen                         | National and North American tour                                 |
| The Understanding                     | 1982     | Leonard                         | Strand                                                           |
| Inner Voices                          | 1983     | Don Alberto                     | National                                                         |

## Filmografie

### Film

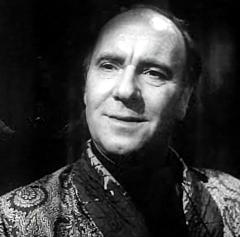
Richardson în filmul din 1962 Long Day's Journey into Night

| Film                                              | An   | Rol                                       | Ref.   |
| ------------------------------------------------- | ---- | ----------------------------------------- | ------ |
| Dreyfus                                           | 1931 | Uncredited extra                          | [ 13 ] |
| The Ghoul                                         | 1933 | Nigel Hartley                             | [ 14 ] |
| Friday the Thirteenth                             | 1933 | Horace Dawes                              | [ 15 ] |
| The Return of Bulldog Drummond                    | 1934 | Hugh Drummond                             | [ 16 ] |
| Java Head                                         | 1934 | William Ammidon                           | [ 17 ] |
| Thunder in the Air                                | 1934 | Family member                             | [ 18 ] |
| The King of Paris                                 | 1934 | Paul Lebrun                               | [ 19 ] |
| Bulldog Jack                                      | 1935 | Morelle                                   | [ 20 ] |
| Things to Come                                    | 1936 | The Boss                                  | [ 21 ] |
| The Man Who Could Work Miracles                   | 1936 | Colonel Winstanley                        | [ 22 ] |
| Thunder in the City                               | 1937 | Henry Manningdale                         | [ 23 ] |
| The Divorce of Lady X                             | 1938 | Lord Mere                                 | [ 24 ] |
| South Riding                                      | 1938 | Robert Carne                              | [ 25 ] |
| The Citadel                                       | 1938 | Dr Denny                                  | [ 26 ] |
| The Lion Has Wings                                | 1939 | Wing Commander                            | [ 27 ] |
| Q Planes                                          | 1939 | Major Hammond                             | [ 28 ] |
| The Four Feathers                                 | 1939 | Captain Durrance                          | [ 29 ] |
| On the Night of the Fire                          | 1939 | Will Kobling                              | [ 30 ] |
| The Silver Fleet                                  | 1943 | Jaap van Leyden                           | [ 31 ] |
| School for Secrets                                | 1946 | Professor Heatherville                    | [ 32 ] |
| Anna Karenina                                     | 1948 | Karenin                                   | [ 33 ] |
| The Fallen Idol                                   | 1948 | Baines                                    | [ 34 ] |
| The Heiress                                       | 1949 | Dr. Austin Sloper                         | [ 35 ] |
| Outcast of the Islands                            | 1951 | Captain Lingard                           | [ 36 ] |
| Home at Seven                                     | 1952 | David Preston                             | [ 37 ] |
| The Sound Barrier                                 | 1952 | John Richfield                            | [ 38 ] |
| The Holly and the Ivy                             | 1952 | The Rev Martin Gregory                    | [ 39 ] |
| Richard III                                       | 1955 | Buckingham                                | [ 40 ] |
| The Passionate Stranger                           | 1956 | Professor Wynter and Sir Clement Hathaway | [ 41 ] |
| Smiley                                            | 1956 | Lambeth                                   | [ 42 ] |
| Our Man in Havana                                 | 1959 | C                                         | [ 43 ] |
| Oscar Wilde                                       | 1960 | Sir Edward Carson                         | [ 44 ] |
| Exodus                                            | 1960 | General Sutherland                        | [ 45 ] |
| Long Day's Journey into Night                     | 1962 | James Tyrone                              | [ 46 ] |
| The 300 Spartans                                  | 1962 | Themistocles                              | [ 47 ] |
| Woman of Straw                                    | 1964 | Charles Richmond                          | [ 48 ] |
| Chimes at Midnight                                | 1965 | Narator                                   |        |
| Doctor Zhivago                                    | 1965 | Alexander Gromeko                         | [ 49 ] |
| The Wrong Box                                     | 1966 | Joseph Finsbury                           | [ 50 ] |
| Khartoum                                          | 1966 | W E Gladstone                             | [ 51 ] |
| Midas Run                                         | 1969 | Henshaw                                   | [ 52 ] |
| Oh! What a Lovely War                             | 1969 | Sir Edward Grey                           | [ 53 ] |
| Battle of Britain                                 | 1969 | Sir David Kelly                           | [ 54 ] |
| The Bed Sitting Room                              | 1969 | Lord Fortnum                              | [ 55 ] |
| The Looking Glass War                             | 1969 | Leclerc                                   | [ 56 ] |
| David Copperfield                                 | 1969 | Wikins Micawber                           | [ 57 ] |
| Whoever Slew Auntie Roo?                          | 1971 | Mr Benton                                 | [ 58 ] |
| Eagle in a Cage                                   | 1972 | Sir Hudson Lowe                           | [ 59 ] |
| Lady Caroline Lamb                                | 1972 | George IV                                 | [ 60 ] |
| Tales from the Crypt                              | 1972 | Crypt Keeper                              | [ 61 ] |
| Alice's Adventures in Wonderland                  | 1972 | Caterpillar                               | [ 62 ] |
| A Doll's House                                    | 1973 | Dr Rank                                   | [ 63 ] |
| O Lucky Man!                                      | 1973 | Monty and Sir James Burgess               | [ 64 ] |
| Rollerball                                        | 1975 | Head Librarian                            | [ 65 ] |
| The Man in the Iron Mask                          | 1977 | Colbert                                   | [ 66 ] |
| Jesus of Nazareth                                 | 1977 | Simeon                                    | [ 67 ] |
| Watership Down                                    | 1978 | Chief rabbit (voice only)                 | [ 68 ] |
| Dragonslayer                                      | 1981 | Ulrich                                    | [ 69 ] |
| Time Bandits                                      | 1981 | The Supreme Being                         | [ 70 ] |
| Wagner                                            | 1983 | Pfordten                                  | [ 71 ] |
| Invitation to the Wedding                         | 1983 | Uncle Willie                              | [ 72 ] |
| Give My Regards to Broad Street                   | 1984 | Jim                                       | [ 73 ] |
| Greystoke: The Legend of Tarzan, Lord of the Apes | 1984 | Earl of Greystoke                         | [ 74 ] |

### Televiziune
| Emisiune                                         | Data                                | Canal TV       | Rol                                   |
| ------------------------------------------------ | ----------------------------------- | -------------- | ------------------------------------- |
| Bees on the Boatdeck                             | 1939                                |                | Sam Gridley                           |
| Everyman                                         | 1947                                |                | Vocea lui Dumnezeu                    |
| Fireside Theater: A Christmas Carol              | decembrie 1951                      | NBC (SUA)      | Ebenezer Scrooge                      |
| Alexander Korda, Kt.                             | 4 martie 1956                       | BBC Television | Participant pe ecran                  |
| Salute to Show Business                          | 20 septembrie 1957                  |                | Participant pe ecran                  |
| The Stars Rise in the West                       | 14 ianuarie 1958                    |                | Participant pe ecran                  |
| British Art and Artists: A Sculptor's Landscape  | 29 iunie 1958                       | BBC Television | Participant pe ecran                  |
| Here and Now: City of London Festival            | 27 iunie 1962                       | ITV            | Participant pe ecran                  |
| Here and Now: Lord Mayor                         | 5 iulie 1962                        | ITV            | Participant pe ecran                  |
| The Largest Theatre in the World: Heart to Heart | 6 decembrie 1962                    | BBC Television | Sir Stanley Johnson                   |
| Hedda Gabler                                     | 28 decembrie 1962                   | BBC Television | Judge Brack                           |
| Voices of Man                                    | 1963                                |                |                                       |
| The Great War                                    | mai 30, 1964 – 22 noiembrie 1964    | BBC Television | Douglas Haig                          |
| Thursday Theatre: Johnson Over Jordan            | 4 februarie 1965                    | BBC Television | Robert Johnson                        |
| The World of Wodehouse                           | februarie 24, 1967 – 13 martie 1967 | BBC Television | Clarence, 9th Earl of Emsworth        |
| Twelfth Night                                    | 1968                                | ITV            | Sir Toby Belch                        |
| The Golden Years of Alexander Korda              | 27 decembrie 1968                   | BBC Television | Participant pe ecran                  |
| A Time To Remember: "Edwardian Summer"           | 30 aprilie 1969                     |                | Narator                               |
| A Time To Remember: "The Peace Makers"           | 2 iulie 1969                        |                | Narator                               |
| The Battle for the Battle of Britain             | 13 septembrie 1969                  | ITV            | Participant pe ecran                  |
| Hassan                                           | 1970                                |                | Hassan                                |
| She Stoops to Conquer                            | 1970                                |                |                                       |
| Weekend Play: Twelfth Night                      | 12 iulie 1970                       | ITV            | Sir Toby Belch                        |
| Carol Channing's Mad English Tea Party           | 1971                                |                |                                       |
| Play for Today: "Home"                           | 6 ianuarie 1972                     | BBC Television | Jack                                  |
| Frankenstein: The True Story                     | 30 noiembrie 1973                   | NBC (SUA)      | Lacey                                 |
| The Wednesday Special: Comets Among the Stars    | 25 februarie 1976                   | ITV            | Professor Macleod                     |
| Your National Theatre                            | 21 august 1976                      | ITV            | Participant pe ecran                  |
| This Is Your Life                                | 15 februarie 1978                   | ITV            | Oaspete                               |
| No Man's Land                                    | 3 octombrie 1978                    | ITV            | Hirst                                 |
| Tonight in Town                                  | 23 martie 1979                      | BBC Television | Participant pe ecran                  |
| Pot Black                                        | 6 aprilie 1979                      | BBC Television | Prezentator al ceremoniei de premiere |
| Parkinson                                        | 16 aprilie 1979                     | BBC Television | Participant pe ecran                  |
| Charlie Muffin                                   | 11 decembrie 1979                   | ITV            | Sir Archibald Willoughby              |
| Chaos Supersedes ENSA                            | 27 august 1980                      | ITV            | Membru al distribuției                |
| Frank and Polly Muir's Big Dipper                | 14 decembrie 1981                   | ITV            | Participant pe ecran                  |
| The Morecambe and Wise Christmas Show            | 23 decembrie 1981                   | ITV            | Membru al distribuției                |
| Early Days                                       | 1 august 1982                       | ITV            | Membru al distribuției                |
| The South Bank Show: "Laurence Olivier – A Life" | 17 octombrie 1982                   | ITV            | Membru al distribuției                |
| Witness for the Prosecution                      | 4 decembrie 1982                    | (USA)          | Sir Wilfred Robarts                   |

## Piese radiofonice
| Titlu                            | An   |
| -------------------------------- | ---- |
| The City                         | 1929 |
| Scene din Iulius Cezar           | 1929 |
| Twelfth Night                    | 1929 |
| Captain Brassbound's Conversion  | 1929 |
| Scene din King Lear              | 1930 |
| Romeo și Julieta                 | 1932 |
| Macbeth                          | 1933 |
| The Tempest                      | 1933 |
| Iulius Cezar                     | 1933 |
| A Midsummer Night's Dream        | 1934 |
| Through the Looking-Glass        | 1935 |
| In Memoriam                      | 1936 |
| The Tempest                      | 1936 |
| Candida                          | 1937 |
| Johnson Over Jordan              | 1940 |
| Job                              | 1941 |
| The Shoemaker's Holiday          | 1942 |
| Doctor Faustus                   | 1942 |
| Don Quixote                      | 1943 |
| Peer Gynt                        | 1944 |
| Cyrano de Bergerac               | 1945 |
| Henry IV, Parts 1 and 2          | 1945 |
| Victory Programme                | 1945 |
| Moby-Dick                        | 1946 |
| The Rubáiyát of Omar Khayyám     | 1947 |
| Brand                            | 1949 |
| Home at Seven                    | 1951 |
| A Midsummer Night's Dream        | 1953 |
| The White Carnation              | 1953 |
| Play                             | 1958 |
| Richard II                       | 1960 |
| Hamlet                           | 1961 |
| Arms and the Man                 | 1961 |
| The Ballad of Reading Gaol       | 1963 |
| The Merchant of Venice           | 1963 |
| A Christmas Carol                | 1964 |
| Cyrano de Bergerac               | 1966 |
| Heartbreak House                 | 1968 |
| When We Dead Awaken              | 1969 |
| Mult zgomot pentru nimic         | 1969 |
| John Gabriel Borkman             | 1974 |
| The Phoenix and the Turtle       | 1976 |
| The Passionate Pilgrim           | 1976 |
| Program despre William Blake     | 1977 |
| Lecturi din Andrew Marvell       | 1978 |
| Notes on a Cellar Book           | 1980 |
| Little Tich – Giant of the Halls | 1982 |